# داني غودوين
داني غودوين (بالإنجليزية: Danny Goodwin)‏ هو لاعب كرة قاعدة أمريكي، ولد في 2 سبتمبر 1953 في ميزوري في الولايات المتحدة.

## وصلات خارجية
- داني غودوين على موقع دوري كرة القاعدة الرئيسي (الإنجليزية)
- داني غودوين على موقع الدوري الياباني لكرة القاعدة (الإنجليزية)
- داني غودوين على موقعبيزبول رفرنس.كوم (الدوري الرئيسي) (الإنجليزية)
- داني غودوين على موقعبيزبول رفرنس.كوم (الدوري الثانوي) (الإنجليزية)
- داني غودوين على موقع إي إس بي إن.كوم (أم.أل.بي) (الإنجليزية)
- داني غودوين على موقع مشجعي الرسوم البيانية (الإنجليزية)